# Видеокамера
Вижте пояснителната страница за други значения на Камера.
Видеокамерата (още видеоапарат, камера) е преносимо електронно устройство, предназначено за записване на видео изображения и звук.
Тя има конструкция, подобна на фотоапарата, но има и някои съществени различия. Например за една секунда видеокамерата прави няколко десетки последователни снимки в зависимост от формата на запис (PAL, NTSC, DV (digital video или друг)). Може да съхранява до няколко часа видеоматериал, може да създава и озвучен запис.

## История
Първите камери са били разработени за нуждите на телевизията. Камерите в телевизионните студия са били изключително обемисти, монтирани на специални колички и свързани с кабели към видеорекордер, намиращ се в съседно помещение. С напредването на технологията идва и минитюаризацията на камерите.
Първите преносими видеокамери се състоят от две отделни устройства: камера и видеорекордер. Това налагало двама души да оперират с тях по време на запис. Такива са първите модели на JVC – VHS и Sony – U-matic и Betamax, представени почти едновременно на пазара.
Две събития през 1982 г. предопределят бума на портативните видеокамери – JVC представят новия VHS-C формат, а Sony пуска първата професионална технология Betacam. По това време всички видеокамери използват аналогова магнитна лента. През 90-те цифровия (магнитен) запис става правило, а след 2000 г. лентите постепенно се изместват от оптични дискове, твърди дискове и флашкарти.

## Приложение

### С охранителна цел
За първи път камери за наблюдение извън военни обекти са използвани за увеличение сигурността на банките. Експерименти във Великобритания през 70-те и 80-те години на миналия век (включително видеонаблюдение на външен периметър в Bournemouth през 1985) водят до доста по-големи тестови програми в началото на 1990 г. Всички те са обявени за успешни в правителствен доклад наречен CCTV: Looking out for you. Доклада е публикуван през 1994 и открива пътя за масирано навлизане на камерите и системите за видеонаблюдение в нашата действителност.
Много специалисти са категорични, че самото присъствие на система за видеонаблюдение оказва психологически натиск на повечето престъпници и дори ги отказва от извършването на евентуални престъпления.
Камерите спомагат и при разследването на различни тежки престъпления, задържането на Дейвид Коупланд бомбаджията от Сохо става след събрани много доказателства от охранителни камери, освен това доста отвлечени или изгубени деца са намерени благодарение на видеонаблюдение. След бомбените атентати в Лондон през 2005 поставените видеокамери са използвани за идентифициране на атентаторите.

### Безопасност на движението
Система за видеонаблюдение може да бъде инсталирана, когато оператор на голяма транспортна машина няма поглед върху цялата площ с цел избягване нараняване хората около него. Например в метрото оператора трябва да може да види, че няма останали хора на вратите и че релсите пред него са чисти. Оператори в паркове за забавление също може да използват системата преди пускане на някое от съоръженията. Много градове и натоварени пътни възли имат мощни системи за видеонаблюдение на трафика. Използват се предимно да засичат нарушители и инциденти.

### Следене на индустриални процеси
Индустриални дейности, които се определят като опасни за човека, в наши дни се следят с CCTV системи. Това са предимно процеси в химическата индустрия, атомните електроцентрали, реактори, мини. Използването на термографични камери, позволява на операторите не само да виждат, но и да определят температурата на процеса.

## Формати

### Аналогови
VHS
VHS-C
8mm
SVHS-C
Hi8

### Цифрови
SDHC
Digital8
Digital Tapeless
MiniDV
MicroMV
Mini DVD-R, DVD-RAM